# Extralingvistik
Extralingvistik är signaler som är en del av kommunikation vilka är oberoende av eventuellt förekommande ord. De förekommer både medvetet och omedvetet. De medvetna är inlärda som, t.ex. kroppställningar, målning av hus, inredning och möblering av rum, användning av klädedräkt, frisyrer, smycken, dofter och andra materiella ting. Berättande med film, stillbilder, musik och dans räknas också som medvetna extralingvistiska signaler. Hela bostadsområden och förorters omgivningar och de upplevda rum de skapar kan spela roll som tysta betydelsebärare. Omedvetna signaler kan vara pupilförstoring, plötslig blekhet eller tvärtom.